# Eriosomatinae
Sous-famille

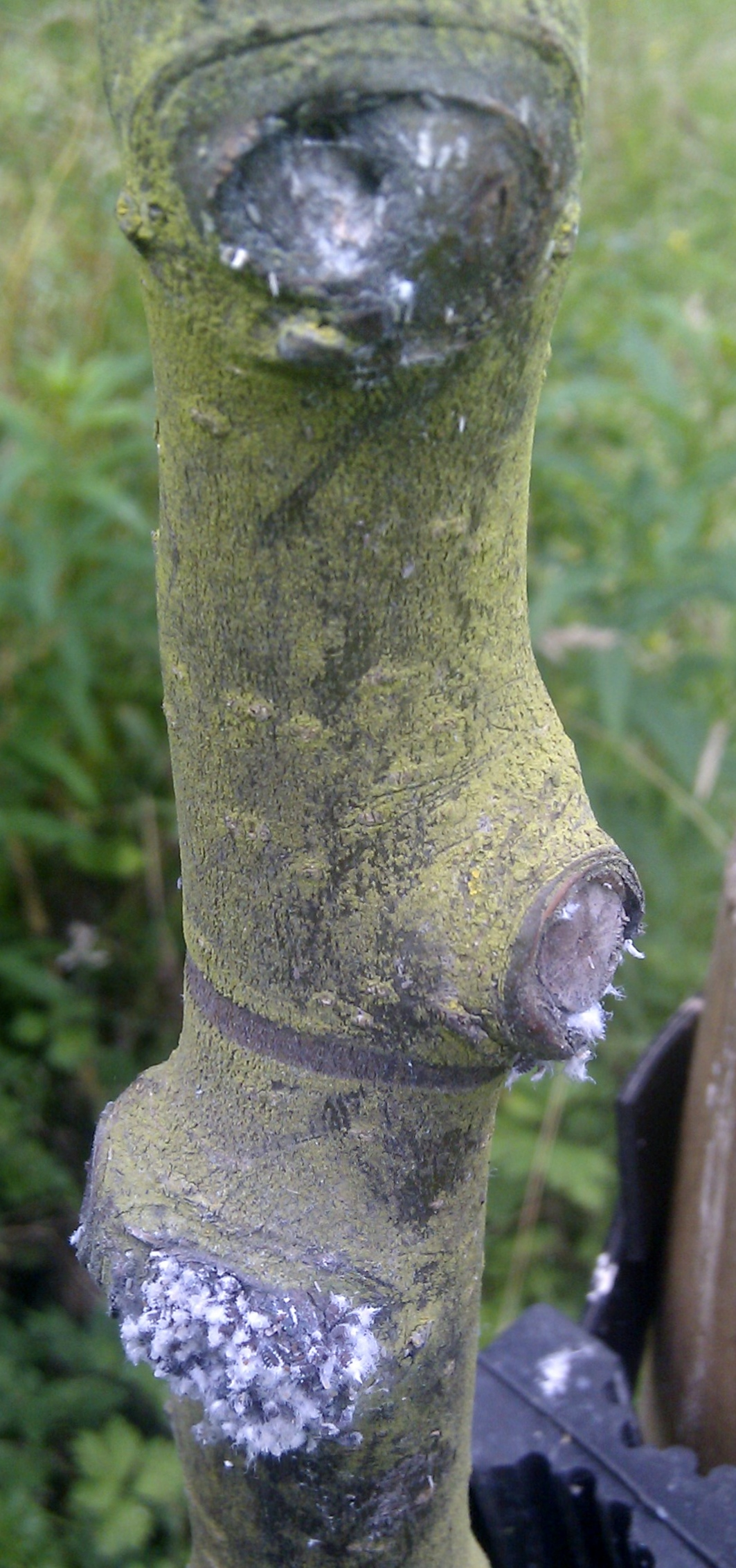
Pucerons laineux sur l'écorce de pomme crabe.

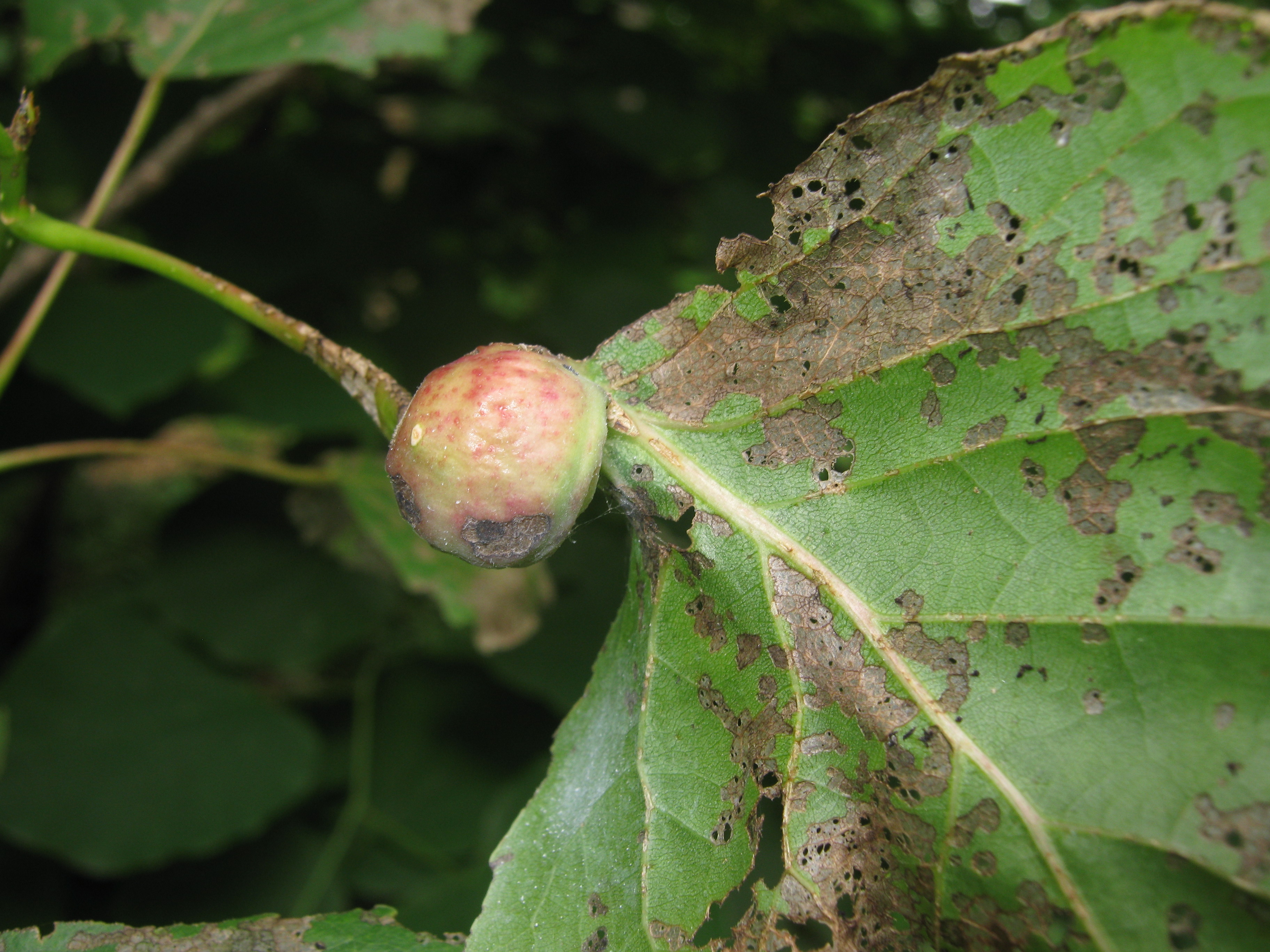
Pemphigus galle sur peuplier

Les Eriosomatinae, ou pucerons lanigères, sont une famille d'insectes suceurs qui vivent de la sève des plantes et produisent un revêtement blanc cireux filamenteux qui ressemble à du coton ou à de la laine. Les adultes sont ailés et se déplacent vers de nouveaux endroits où ils pondent des masses d'œufs. Les nymphes forment souvent de grandes masses cotonneuses sur les rameaux, pour se protéger des prédateurs. 
Les pucerons laineux sont présents dans tout l'hémisphère Nord. Bon nombre d'espèces de pucerons lanigères n'ont qu'une seule espèce végétale hôte, ou des générations alternées sur deux hôtes spécifiques. Ils sont connus pour causer des dommages botaniques et sont souvent considérés comme des ravageurs. Bien que la plupart des dommages soient mineurs, ils peuvent propager des maladies des plantes et des champignons. Certaines espèces peuvent également produire des galles. 
En vol, ils sont décrits comme ressemblant à des « souris volantes ». 

## Régime
Les pucerons lanigères se nourrissent en insérant leurs pièces buccales en forme d'aiguille dans le tissu végétal pour retirer la sève. Ils sont capables de se nourrir des feuilles, des bourgeons, de l'écorce et même des racines de la plante. En se nourrissant de la sève, les pucerons laineux produisent une substance collante connue sous le nom de miellat, qui peut entraîner des moisissures fuligineuses sur la plante. 

## Dommages botaniques
Les pucerons lanigères ne sont généralement pas très alarmants, bien qu'ils puissent causer des dommages assez disgracieux aux plantes, ce qui est particulièrement problématique pour les producteurs de plantes ornementales. Les symptômes causés par leur alimentation sur une plante comprennent des feuilles tordues et recourbées, un feuillage jauni, une mauvaise croissance des plantes, une faible vigueur des plantes et un dépérissement des branches. 
Le Puceron lanigère du pommier, Eriosoma lanigerum est un ravageur répandu des arbres fruitiers, se nourrissant principalement de pommiers, mais aussi de poires, d'aubépine, de frêne, d'aulne, d'orme et de chêne. Les espèces produisant des galles comprennent Melaphis rhois et Pemphigus. 
D'autres dégâts mineurs peuvent être causés par le miellat que les pucerons laineux sécrètent, qui est difficile à éliminer. Bien que le miellat lui-même ne cause pas trop de problème, le miellat peut provoquer la croissance de suie, qui peut bloquer une partie de la lumière solaire nécessaire à la photosynthèse . 
Les pucerons laineux et autres insectes suceurs sont souvent des vecteurs de transmission de l'oïdium (un champignon blanc qui pousse sur les parties aériennes de certaines plantes) et d'autres maladies infectieuses. Les pucerons laineux typiques des climats sous-tempérés précèdent et sont un indicateur de diverses infections des plantes, y compris l'oïdium. Les pucerons pénètrent dans les surfaces des plantes où ils résident souvent et fournissent une foule d'inoculants potentiels par le biais de sécrétions physiques, digestives ou fécales. Les pucerons sont souvent un indicateur d'autres problèmes potentiels des plantes. 

## Taxonomie
La sous-famille des Eriosomatinae a récemment été placée dans la famille des Aphididae,. Elle était auparavant rattachée à la famille des Pemphigidae (Eriosomatidae), mais ce taxon n'est plus valide. 

## Liste des genres et tribus
Selon  Species File (6 juillet 2020) :
- tribu Eriosomatini
  - genre Aphidounguis Takahashi, 1963
  - genre Byrsocryptoides Dzhibladze, 1960
  - genre Colopha Monell, 1877
  - genre Colophina Börner, 1931
  - genre Eriosoma Leach, 1818
  - genre Gharesia Stroyan, 1963
  - genre Hemipodaphis David, Narayanan & Rajasingh, 1972
  - genre Kaltenbachiella Schouteden, 1906
  - genre Paracolopha Hille Ris Lambers, 1966
  - genre Schizoneurata Hille Ris Lambers, 1973
  - genre Schizoneurella Hille Ris Lambers, 1973
  - genre Siciunguis Zhang & Qiao, 1999
  - genre Tetraneura Hartig, 1841
  - genre Tetraneurites Heie, 2002 †
  - genre Zelkovaphis Barbagallo, 2002
- tribu Fordini
  - genre Aloephagus Essig, 1950
  - genre Aploneura Passerini, 1863
  - genre Asiphonella Theobald, 1923
  - genre Baizongia Rondani, 1848
  - genre Chaetogeoica Remaudière & Tao, 1957
  - genre Dimelaphis Zhang, 1998
  - genre Forda von Heyden, 1837
  - genre Geoica Hart, 1894
  - genre Geopemphigus Hille Ris Lambers, 1933
  - genre Inbaria Barjadze, Halbert, Matile & Ben-Shlomo, 2018
  - genre Kaburagia
  - genre Meitanaphis
  - genre Melaphis Walsh, 1867
  - genre Nurudea Matsumura, 1917
  - genre Paracletus von Heyden, 1837
  - genre Rectinasus Theobald, 1914
  - genre Schlechtendalia Lichtenstein, 1883
  - genre Slavum
  - genre Smynthurodes Westwood, 1849
  - genre Tramaforda Manheim, 2007
- tribu Pemphigini Herrich-Schaeffer, 1854
  - genre Ceratopemphigiella
  - genre Ceratopemphigus Schouteden, 1905
  - genre Clydesmithia
  - genre Cornaphis Gillette, 1913
  - genre Diprociphilus Zhang & Qiao, 1999
  - genre Epipemphigus Hille Ris Lambers, 1966
  - genre Formosaphis Takahashi, 1925
  - genre Furvaphis Hong, 2002 †
  - genre Gootiella Tullgren, 1925
  - genre Grylloprociphilus Smith & Pepper, 1968
  - genre Mimeuria Börner, 1952
  - genre Mordwilkoja Del Guercio, 1909
  - genre Neopemphigus
  - genre Neoprociphilus Patch, 1912
  - genre Pachypappa Koch, 1856
  - genre Pachypappella Baker, 1920
  - genre Patchiella Tullgren, 1925
  - genre Pemphigus Hartig, 1839
  - genre Prociphilus Koch, 1857
  - genre Silvaphis Hong, 2002 †
  - genre Succinaphis Heie, 1967 †
  - genre Thecabius Koch, 1857
  - genre Tiliphagus Smith, 1965
  - genre Trachaphis Hong, 2002 †
  - genre Uichancoella
- genre Ambopemphigus Wegierek, 1996 †
  - Ambopemphigus romani Wegierek, 1996 †
- genre Biamoaphis Heie, 1989 †
  - Biamoaphis antiqua Heie, 1989 †
- genre Eriosaphis Heie, 2006 †
  - Eriosaphis leei Heie, 2006 †
- genre Eriosomaphis Heie, 2006 †
  - Eriosomaphis jesperi Heie, 2006 †
  - Eriosomaphis occidentalis Heie, 2006 †
- genre Germaraphis Heie, 1967 †
  - sous-genre Balticorostrum Heie, 1967 †
  - sous-genre Germaraphis Heie, 1967 †
  - sous-genre Henningsenia Heie, 1967 †

## Voir également
- Cochenilles